# Guy Roux (Fußballtrainer)

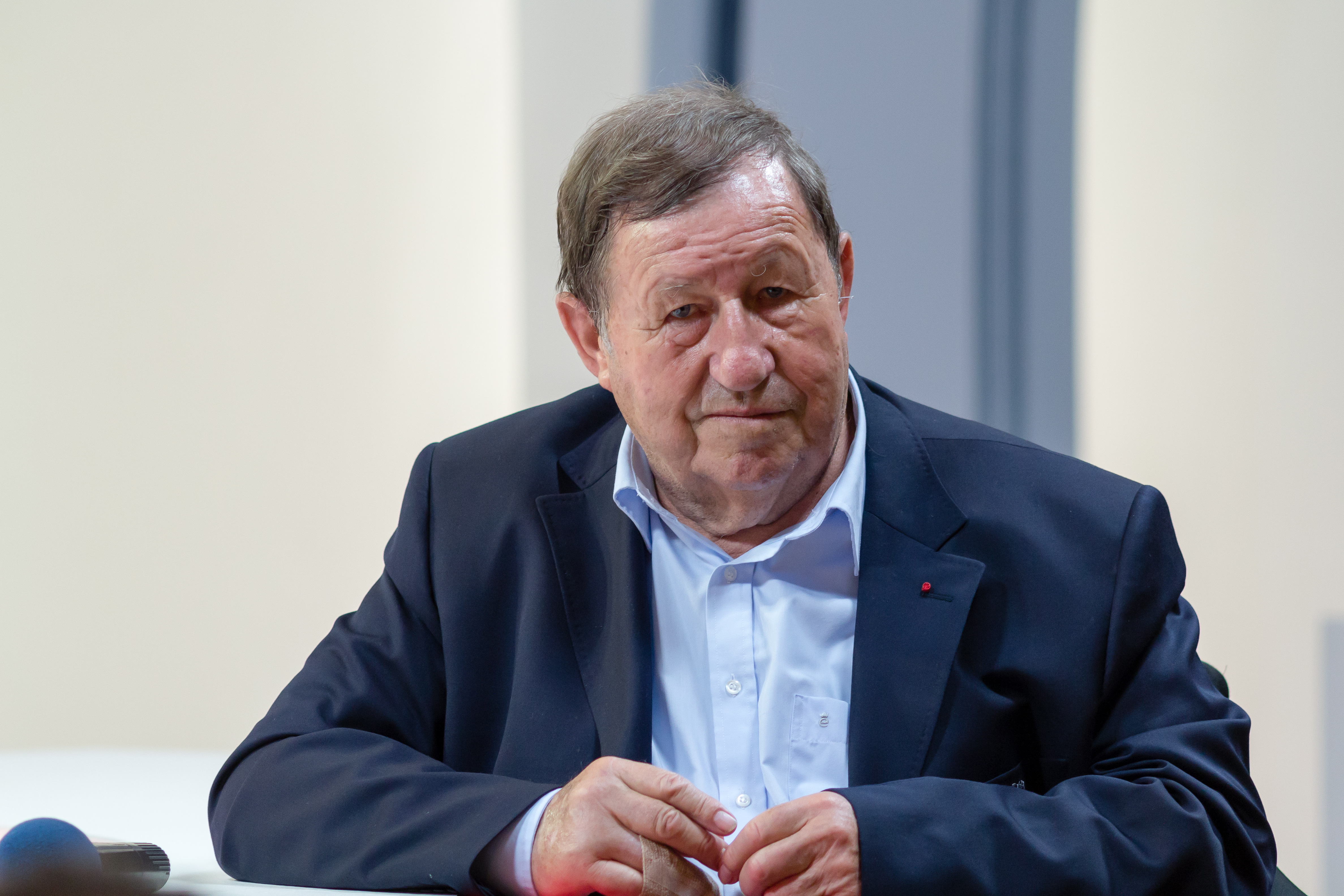
Guy Roux (2014)

Guy Roux (* 18. Oktober 1938 in Colmar) ist ein französischer Fußballtrainer.
Roux trainierte von 1961 bis 2005 mit kleinen Unterbrechungen die erste Mannschaft der AJ Auxerre, von 1964 bis 2000 – über 36½ Jahre – durchgehend. Er führte den Club aus dem burgundischen Amateurfußball in die höchste französische Liga, die Division 1 (heute: Ligue 1), in der er 1996 mit der AJA den Meistertitel errang.
Von Juni bis August 2007 wirkte Roux für fünf Spieltage nochmals als Trainer, diesmal beim Erstligisten RC Lens.

## Roux als aktiver Spieler
Roux spielte auch selbst Fußball: AJA-Mitglied seit 1952, lief er 1957 zum ersten Mal in deren erster Mannschaft auf, wechselte im selben Jahr zu Limoges FC, wurde zwischenzeitlich an Stade Poitiers ausgeliehen. 1960 trainierte er einen Monat lang zur Probe bei Crystal Palace in London, kehrte danach aber nach Auxerre zurück.

## Trainerjahre
Als der knapp 23-jährige Guy Roux Anfang der 60er-Jahre in diesem Verein das Traineramt antrat, spielte die Ligamannschaft in der Division d'Honneur, vergleichbar etwa mit einer Verbandsliga in Deutschland. Da der Verein keine finanzstarken Sponsoren fand, entwickelte Roux ein System der Sichtung und Förderung von Talenten. Dabei setzte er auf ein Konzept der Nachhaltigkeit und der homogenen Entwicklung seiner Mannschaften, nicht auf schnelle Erfolge, worin er von seinen jeweiligen Vereinspräsidenten unterstützt wurde.
Eine erste Unterbrechung seiner Tätigkeit in Auxerre gab es 1962, als er in Trier seinen Militärdienst absolvieren musste – und mit der von ihm trainierten Standortmannschaft Deutscher Meister der französischen Truppen wurde.
Ab 1964 wieder Trainer in Auxerre, begann für seinen Verein bald ein Aufstieg: 1970 wurde die AJA erstmals Meister der burgundischen Ehrendivision, 1974 stieg sie in die 2. Liga (Division 2) und damit in den Profibereich auf, und 1979 stand der Verein im Endspiel um den Landespokal. Der Zweitligist verlor jedoch gegen den FC Nantes nach Verlängerung, nachdem er im Viertelfinale den Erstligisten OSC Lille sowie im Halbfinale gar den frischgebackenen französischen Meister Racing Straßburg bezwungen hatte. 1980 gelang Auxerre, das ursprünglich aus der katholischen Fußballbewegung stammte, unter Guy Roux der Aufstieg in die höchste Spielklasse Frankreichs – dort war die AJ Auxerre bis 2012 vertreten, Roux bis Juni 2005 ihr Trainer.
Weitere Stationen der „AJ de Roux“ waren 1984 der erste Auftritt im Europapokal, 1994 der erste französische Pokalgewinn, 1996 die erste Landesmeisterschaft und 1997 der Gewinn des Intertoto-Pokals.
In der Saison 2000/01 nahm Roux eine Auszeit als Trainer, saß dann aber ab Mai 2001 wieder auf der Bank der Ligamannschaft aus Auxerre – und erhielt im November desselben Jahres in einer Notoperation zwei Bypässe. Ein dreiviertel Jahr später überholte er mit 783 Erstligaspielen seinen Trainerkollegen Kader Firoud und baute diesen Rekord bis zum Mai 2005 auf 890 Partien in der höchsten Spielklasse aus. Zu seinem Abschied wurde er mit AJ Auxerre 2005 erneut französischer Pokalsieger; am Tag nach dem Finale erklärte er seinen endgültigen Rücktritt.
Roux war immer ein Vertreter des Offensivfußballs und hielt am 4-3-3-System auch dann fest, als andere Erfolgstrainer längst das 4-4-2, 4-5-1 oder andere Systeme mit wenigen echten Stürmern propagierten – und Roux hatte dennoch Erfolg damit. Gleich dreimal (1986, 1988 und 1996) wurde er zum Trainer des Jahres gewählt.
Im Sommer 2007 kehrte er nochmals auf die Trainerbank bei einem Erstligisten, dem RC Lens, zurück, was der Ligaverband aus Altersgründen zunächst zu verhindern suchte. Nach fünf Spieltagen beendete Roux diesen Comeback-Versuch, der nach seinen Worten sein endgültig letzter gewesen sein soll; sein Rekord steht seither bei 895 Spielen in der Ligue 1. Auch seine über 36½ Jahre durchgehende Trainertätigkeit von 1964 bis 2000 für ein und dieselbe Mannschaft stellt zumindest im französischen Fußball einen Rekord dar.

## Privates
Seit 1993 hat Roux mehrere Bücher über den Fußball veröffentlicht; das erste hieß Fou de foot (dt.: Fußballverrückt). 1999 wurde er zum Ritter der Ehrenlegion ernannt. Nebenbei hat er schon seit 1995 in seinem Wohnort Appoigny im Département Yonne als Gemeindeverordneter gewirkt, naheliegenderweise im Ausschuss für Jugend und Sport. 2001 und 2008 wurde Roux jeweils wiedergewählt. Seit Sommer 2005 kommentiert und analysiert Guy Roux auf Canal Plus Spiele der höchsten französischen Liga.

## Erfolge
- Französischer Fußballmeister: 1996
- Französischer Fußballpokalsieger: 1994, 1996, 2003, 2005
- Europapokale: Intertotopokalsieger (1997)
- Französischer Trainer des Jahres: 1986, 1988, 1996